# Cabrito al pastor

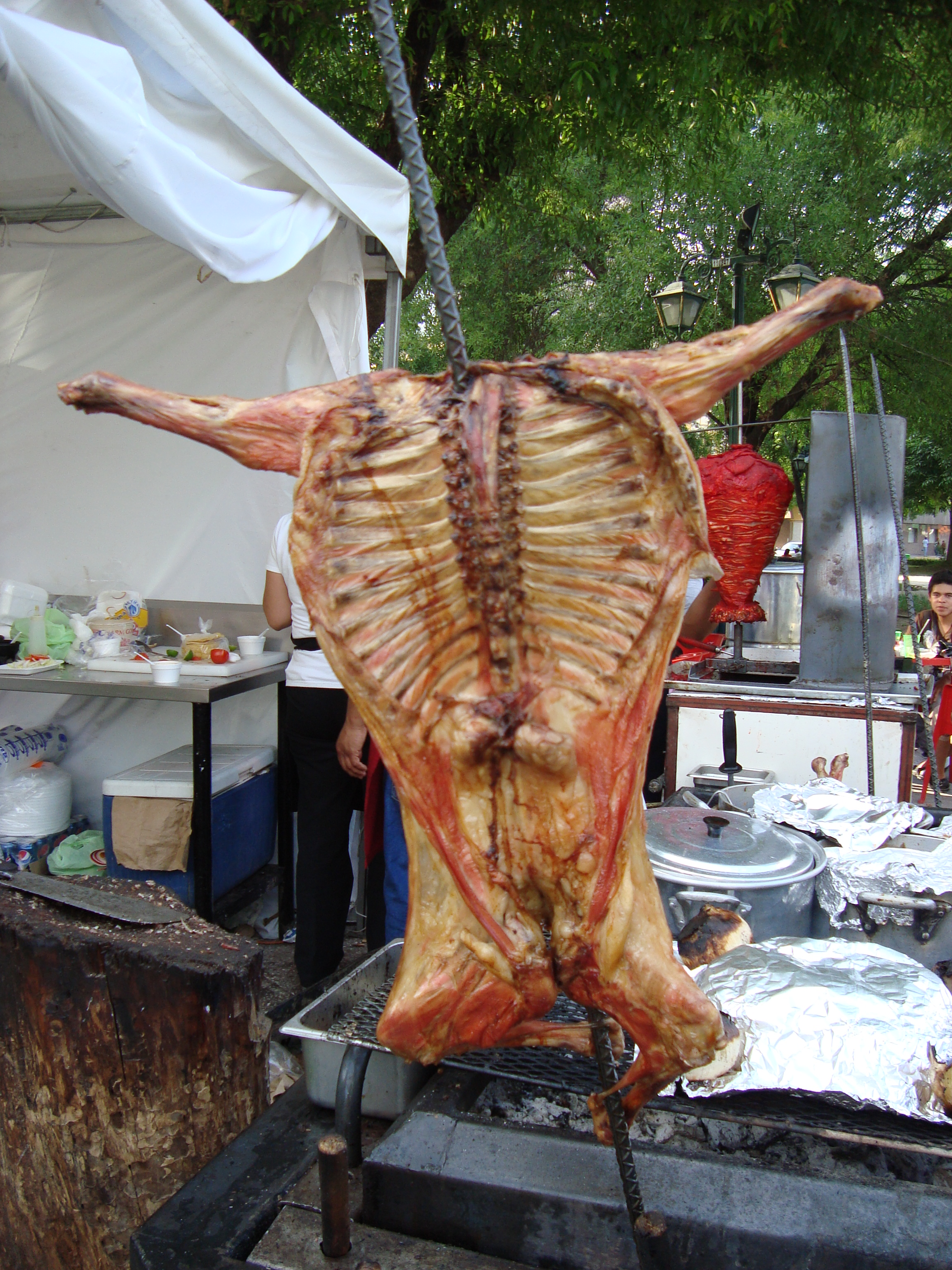
Cabrito al pastor

Cabrito al pastor é um prato tradicional do México, especialmente de Monterrey, Nuevo León, que consiste em cabrito-de-leite assado no espeto. O cabrito, com 30-40 dias de idade, é aberto, limpo com vinagre e limão e temperado com uma pasta feita com malagueta, sal, alho, cravinho e pimenta preta. Depois, é espetado longitudinalmente num espeto, colocado verticalmente numa churrasqueira com lenha ou carvão e assado lentamente. 
O cabrito também pode ser partido e assado num forno doméstico, mas isso já não corresponde à preparação tradicional, confundindo-se com outra receita de Monterrey, o “cabrito al horno”. O cabrito assado é servido com feijão, tortillas de milho ou de farinha de trigo, e molho picante.